# Matilla de los Caños
Matilla de los Caños is een gemeente in de Spaanse provincie Valladolid in de regio Castilië en León met een oppervlakte van 12,28 km². Matilla de los Caños telt 108 inwoners (1 januari 2016).

## Demografische ontwikkeling
Bron: INE, 1857-2011: volkstellingen